# 미남당
《미남당》은 2022년 6월 27일부터 2022년 8월 23일까지 방영된 KBS 2TV 월화 드라마이다.

## 방송 시간
| 방송 채널 | 방송 기간                                            | 방송 시간                           | 방송 분량             |
| --------- | ---------------------------------------------------- | ----------------------------------- | --------------------- |
| KBS 2TV   | 2022년 6월 27일 ~ 2022년 6월 28일 [1회~2회] (본방송) | 월요일, 화요일 밤 9:50 ~ 11:10      | 80분 (중간 광고 포함) |
| KBS 2TV   | 2022년 7월 4일 ~ 2022년 8월 23일 [3회~16회] (본방송) | 매주 월요일, 화요일 밤 9:50 ~ 11:00 | 70분 (중간 광고 포함) |

## 기획 의도
전직 프로파일러이자, 현직 박수무당의 좌충우돌 미스터리 코믹 수사극

## 제작사
- 피플스토리컴퍼니
- AD406
- 몬스터유니온

## 제작진

### 제작
- 정찬희
- 차지현
- 황의경

### 연출
- 고재현 : ( JTBC 월화 미니시리즈 《신드롬》(공동연출), OCN 토일 미니시리즈 《블랙》(공동연출), OCN 토일 미니시리즈 《플레이어》(연출), MBC 월화 미니시리즈《저녁 같이 드실래요?》(공동연출) 등 연출 )
- 윤라영

### 극본
- 박혜진 : ( MBC 수목 미니시리즈 《군주 - 가면의 주인》(공동집필) 등 집필 )

## 등장 인물

### 주요 인물
- 서인국 : 남한준 역 - 前 엘리트 프로파일러. 現 용해동 명물 박수무당!

우주는 나를 기준으로 돌아간다!
기막힌 점괘와 잘생긴 외모, 화려한 말솜씨를 자랑하는 박수무당 남한준. 그는 용해동의 명물이자, 무당계의 이단아다! 전형적인 박수무당의 모습은 아니지만, 직업 정신만큼은 프로페셔널한 그. 고객들의 니즈를 정확히 파악해 해결해주고, A/S까지 완벽한 그는 사실... 프로파일러 출신의 가짜 점쟁이! '사기꾼이라니? 자기가 가진 능력을 이용해서, 고객들 인생이 좋은 쪽으로 흘러가게 하면, 재능기부 아닌가?' 이토록 당당한 그가 좋아하는 건 바로 '돈!' 재벌가에 '욕망 깔대기' 꽂고 단물 쪽쪽 빨아먹는 중이다. 자신을 사랑하는 일엔 돈을 아끼지 않는 나르시스트에 뭐 살짝 허세는 있지만, 가식은 없다.
입만 열면 자기 자랑이지만, 그게 또 틀린 말이 아니라 도저히 미워할 수 없는 남자. 그런 그가 3년 전 '그 사건'을 파헤치기 위해 밤낮으로 몰두 하는데... 재희의 연인. 죽은 재정의 친구. 혜준의 오빠.
- 오연서 : 한재희 역 (아역 : 김민서) - 대운 경찰서 강력 7팀 팀장. 맨몸으로 조직을 일망타진한, 전설의 한귀(寒鬼).

"정의를 위해 오늘도 참는다! 법•블•래•스•유를 외치며!"
경력은 짧지만, 동남아 마약판매 조직을 일망타진한 능력을 인정받아 대운 경찰서 강력 7팀 형사로 발령 난 형사. 경찰대 출신 새내기 팀장이라서 팀원들이 그녀를 신뢰하지 않고. 본인도 그 사실을 알지만 개의치 않는다. 자존심 상할 법 한데 꼬인 데가 없다. 하지만 방심은 금물! 절대 만만하게 보면 안 된다. 한 번 핀트가 나가면 상대방의 지휘여하를 막론하고 디스전을 펼치고, 아주 가끔~ (이제는 끊었지만) 주먹도 쓴다. 동료들은 그런 재희를 한귀(寒鬼)라고 부르는데... 귀신같은 움직임으로 범인을 잡아내기 때문이기도 하지만, 한번 꽂힌 사건은 물귀신 마냥 달라붙어 끝까지 쫓기 때문.
그런 그녀 뺑소니 사건을 수사하던 중, 우연히 '박수무당'이 된 한준과 재회하게 되는데... 죽은 재정의 여동생. 한준의 연인.
- 곽시양 : 공수철 역 - 前 강력반 형사, 現 미남당의 바리스타. ‘하찮美’를 발산하는 귀요미 동업자.

"우리헌티 누명 씌운 놈? 잡히면 아주 거시기 해 불 겨!"
와이셔츠로 감춰지지 않는 근육, 특유의 섹시함으로 손님들을 감탄하게 만드는 미남 바리스타 수철. 하지만... "이~ 예약하신 분이시쥬? 이짝으로 오셔유." 그의 입이 터지는 순간, 한탄으로 변하는 카페 안. 껍데기는 차도남인데, 본체가 촌놈이다. 낮에는 미남당에서 근육으로 커피를 만들지만, 밤에는 아재패션을 장착! 미남당 정보원으로 움직이는 그는 사실... 강력반 형사 출신! 한준을 도와 범인을 잡으려다 덩달아 누명을 쓰고 해고당했다. 결국 한준의 제안으로 미남당 동업자가 돼 의뢰인의 사건을 해결하는데...
본능적으로 움직이는 타입이라 생각보다 주먹이 앞서 나가고, 정 많고 의리가 넘쳐 여자들보다 남자들에게 더 매력 있는 타입이다. 혜준의 연인.
- 강미나 : 남혜준 역 - 한준의 여동생, 前 국정원 해커. 現 미남당 실세인 동업자.

"내가 바로 돌+I 계의 전설, 발광머리 앤이다!"
당당, 당돌, 자유분방, 털털, 천하태평. 무념무상. 남들한테 관심 없고, 시선 상관없는, 2주 동안 안 씻고 버틸 수 있는 극강의 귀차니스트. 입은 지 족히 일주일은 된 트레이닝복과 언제 감았는지 알 수 없는 떡진 빨간 머리가 그녀의 트레이드마크다. 하지만 반전은, 꾸미면 모두의 심장을 뛰게 할만큼 엄청난 미인에 전직 국정원 에이스 출신의 천재 해커라는 것! 게다가 무례하거나 부정한 놈들에겐 기필코 예측불허 한 복수를 날리는 그녀. 그래서 한준도 동생을 두려워한다. 잘못 건드렸다가는 한준의 하루 수입을 낯선 계좌로 옮기는 짓도 서슴지 않기에... 남들 눈에는 대책없는 것처럼 보이지만.
한준이 연루된 사건이 단순하지 않다는 걸 알고 미련 없이 국정원을 퇴사하고, 아무 것도 모르는 척, 오빠를 돕는 은근히 정의롭고 의리 있는 인물이다. 한준의 여동생. 수철의 연인.
- 권수현 : 차도원 역 - 신명시 서부지검 형사부 검사, 최강그룹 막내아들.

"반칙과 변칙은 사양한다! 원칙과 규칙이 내 수칙이다!"
외모 반듯, 키도 훤칠. 공부면 공부, 예체능이면 예체능. 못 하는 게 없는 다재다능러인데다 돈까지 많은 재벌 3세. 이 정도면 잘난 척이라도 할 법한데, 모두에게 친철하고 예의바른 정중함으로 무장한 그. 이런 도원에게 아버지가 거는 기대가 컸지만... 후계 구도를 두고 형과 싸우는 일 따위에 전혀 관심 없다며, 정의로운 검사가 됐다. 그런데 이렇게 완벽한 도원에게도 한 가지 문제가 있었으니... 친절한 미소로 범죄자들을 피 말리게 하는 투머치토커라는 것. 3년 전, 동료 검사였던 한재정이 죽은 후 사라졌던 남한준이 박수무당이 되어 나타나 사건까지 해결하자 그에게 흥미를 느끼는 도원.
게다가 관심을 가지고 지켜보던 재희가 남한준과 계속 얽히자, 묘한 질투심에 한준과 경쟁을 하게 된다. 승원의 남동생. 고풀이. 죽은 재정의 직장 동료.
- 백서후 : 조나단 역 - 미남당의 귀요미 아르바이트생, MZ세대 꽃미남 발명왕.

귀여움 넘치는 멍뭉미로 아르바이트를 시작하자마자, 미남당 여성 손님들의 차애로 등극한다. 반전은 할미넴 뺨치는 욕쟁이라는 것! 욕쟁이 인싸 할머니 손에 키워진 탓에 온몸으로 체득한 게 욕 실력. 한준을 처음 만났을 때 일진으로 오해를 받기도 하지만... 결국 오해를 풀고, 미남당의 네 번째 멤버로 스카웃 된다. 이유는? 잘생겼으니까! 춤이면 춤, 노래면 노래. 더없이 순하고 멋진 아이돌인데... 진상 손님을 만나면 욕쟁이로 돌변! 모두를 긴장하게 하는 그.
특유의 엉뚱함으로 기발한 발명품을 만들어내기도 하고, 괴도 루팡 뺨치는 완벽한 변신술로 적들을 교란하기도 하는 나단. 그는 미남당 형, 누나들의 사랑스런 헬퍼이자 마스코트다.

### 강력 7팀
- 정만식 : 장두진 역 - 인맥왕 베테랑 강력계 20년차 형사

20대 후반에 형사가 돼 강력반에 몸 담은지도 어느새 20년이 흘렀다, 그 중 7년을 본청 광수대에서 근무한 베테랑 형사. 한때는 굵직한 사건을 해결하며 맹위를 떨쳤지만... 요즘은 조금만 달려도 무릎이 아프고, 매일 체력의 한계를 느낀다. 그에게도 패기 넘치던 시절이 있었는데... 어느새 '라떼는 말이야~'를 외치는 중년이 되어 있는 그. 자칭 '형사계의 인싸'로 매 사건마다 사돈에 팔촌까지 끌어와 자신의 화려한 인맥을 과시하지만... 막상 크게 도움 된 적 없는 '아싸중의 아싸'다. 얼마 전 수사 도중, 실수를 저지른 후배를 감싸주느라 경위에서 경사로 강등. 대운 경찰서 강력7팀. 일명 칠뜨기팀으로 좌천 됐다.
그런데 새로 온 팀장이 재희라니... 이건 뭐, 그냥 나가라는 얘긴가?!
- 허재호 : 김상협 역 - 허당美 뿜뿜! 엉뚱 매력의 노안 형사.

외사부에서 두진이 강력 7팀으로 스카웃한 엘리트... 인줄 알았으나 사실은 빙구미 내뿜는 허당이다, 하지만 열정만큼은 대운서 최강! 좋게 말하면 호탕하고 시원시원한 남자중의 상 남자. 나쁘게 말하면 앞뒤 살피지 않고 돌진하는 저돌적인 스타일의 그. 두진이 강력반 사수였고 함께 한 세월만큼 누구보다 두진의 능력을 잘 알고 있다. 본청 광수대에서 두진과 함께 활약했는데... 자신의 실수로 두진과 함께 대운경찰서로 좌천당했다. 실적을 쌓아, (두진과 함께) 본청으로 복귀하는 게 그의 목표.
새로 들어온 막내 광태와 붙어 다니며 '덤앤더머'로 불리기도 하고, 살짝 눈치도 없지만 도저히 미워할 수 없는 마력의 빙구다!
- 정하준 : 나광태 역 - 의욕 과다 막내 신입, 덤앤더머 중 더머 담당.

대운경찰서 강력7팀에 막 발령받은 신입 형사. 섬세하고, 다정다감한 성격. 높은 친화력을 가졌다. 꿈꾸던 경찰이 되어 사건을 멋지게 해결할 꿈에 부풀었는데... 이 팀 뭔가 분위기가 이상하다. 전설의 '한귀'에, '인맥 왕'에 '빙구'까지... 이런 선배들을 모셔야 한다고?! 게다가 일은 왜 이렇게 많은 거야?! 여기서 버틸 수 있을까 불안하기도 하지만... 은근 꼼꼼하고 집요한 성격과 부당한 건 참지 않는 까칠함 덕분에 조금씩 강력반에 적응하며 형사로 성장해 나가는 인물이다.

### 그 외 인물들
- 정은표 : 김철근 역 - 대운 경찰서 서장

출세와 성공에 대한 욕망을 아낌없이 드러내는 야망덩어리, 재희를 이용해 윗선의 눈에 들어 승진할 기회를 엿보지만 사고뭉치 아들이 그의 발목을 잡는다. 하루도 맘 편히 발 뻗고 잘 수가 없었는데... 용해동 명물 박수무당, 남 도사의 도움으로 아들이 개과천선한다! 이후 한준에게 팬•입•덕! 절대적으로 한준을 맹신하게 되는 그.
- 황우슬혜 : 이민경 역 - MK노블 호텔 대표이자, 한준의 VVIP 재벌고객 중 한 명. 국내 3대 기업 중 하나인 S&H 그룹 부회장인 신경호의 아내.
- 백승익 : 박진상 역 - 조이스 엔터테인먼트 이사

온갖 물의를 일으키며 이름값 톡톡히 하고 있는, 일명 BIG진상. 아무 것도 하지 말고 조용히 있으라며 아버지 박동기 회장이 차려준 조이스 엔터테인먼트를 나름 열심히 운영 중.
- 김병순 : 박동기 역 - 최강 손해보험 회장

도원의 고모부이자, 진상의 아버지. 전문가들의 분석 정보보다 임고모의 점괘를 더 신뢰하는 인물.
- 김재운 : 차승원 역 - 최강그룹의 장남이자 도원의 형, 모든 면에서 자신보다 잘났던 도원과 늘 비교대상이 되었다. 동생에 대한 열등감으로 가득 찬 그는 각종 물의를 일으키며 망나니짓을 일삼아 왔는데••• 최강그룹 회장 자리를 얻기 위해서라면 어떤 수단과 방법도 서슴지 않을 인물.
- 정다은 : 임고모 역 - 신묘한 점괘로 대한민국 상위 1%를 주무르는 묘령의 여인, 임고모로 불린다는 것 외에 철저히 베일에 싸여 있다.
- 원현준 : 구태수 / 임영주 역 - 조이스 엔터테인먼트 이사

동기와 임고모의 측근이라는 정보 외에... 신원조회도 되지 않는 베일에 싸인 인물.
- 김원식 : 신경호 역
- 송재림 : 한재정 역 - 재희의 오빠
- 장혁진 : 최영섭 역 -
- 권혁 : 정청기 역
- 박준성 : 도준하 역
- 박명신 : 남한준 모 역
- 차건우 : 남필구 역
- 박선아
- 미상 : 중년 무당 역
- 미상 : 구태수의 아버지 역
- 미상 : MD 역
- 미상 : 여자 손님 역
- 기환 : 홍명수 역
- 김민설 : 강은혜 역
- 미상 : 옆방에 투숙한 연예인을 촬영한 팬 역
- 미상 : 차승원을 관리해 주던 상담교사 역
- 미상 : 차승원의 아버지 역
- 미상 : 오현우 역

### 특별출연
- 허정민 : 최면수사관 역
- 한진희 : 최 박사 역
- 차태현

## 수상 경력
- 2022년 KBS 연기대상 베스트커플상 (서인국 & 오연서)
- 2022년 KBS 연기대상 여자 신인상 (강미나).

## 시청률
최저 시청률과 최고 시청률은 시청률 조사회사와 지역별로 시청률에 차이가 있을 수 있습니다.
| 2022년 | 2022년   | 2022년          | 2022년        |
| 회차   | 방송일   | AGB 시청률      | AGB 시청률    |
| 회차   | 방송일   | 대한민국 (전국) | 서울 (수도권) |
| ------ | -------- | --------------- | ------------- |
| 제1회  | 6월 27일 | 5.7%            | 5.7%          |
| 제2회  | 6월 28일 | 5.6%            | 5.3%          |
| 제3회  | 7월 4일  | 5.6%            | 5.4%          |
| 제4회  | 7월 5일  | 5.7%            | 5.8%          |
| 제5회  | 7월 11일 | 4.8%            | 4.6%          |
| 제6회  | 7월 12일 | 4.2%            | 4.1%          |
| 제7회  | 7월 18일 | 4.5%            | 4.3%          |
| 제8회  | 7월 19일 | 5.0%            | 4.8%          |
| 제9회  | 7월 25일 | 4.5%            | 4.6%          |
| 제10회 | 7월 26일 | 5.5%            | 5.7%          |
| 제11회 | 8월 1일  | 4.1%            | 4.1%          |
| 제12회 | 8월 2일  | 4.7%            | 4.5%          |
| 제13회 | 8월 8일  | 3.7%            | -             |
| 제14회 | 8월 9일  | 4.3%            | -             |
| 제15회 | 8월 15일 | 4.5%            | 4.4%          |
| 제16회 | 8월 16일 | 5.0%            | 4.8%          |
| 제17회 | 8월 22일 | 5.0%            | 5.1%          |
| 제18회 | 8월 23일 | 5.7%            | 5.6%          |
| 스페셜 | 8월 29일 | 무정            | 무정          |

## 참고 사항
- 본 드라마의 특징으로서, 동기없는 각종 묻지마 범죄가 급증하던 시절인 1990년대 후반을 시대적 배경으로 재구성하여, 악의 정점에 선 흉악범들의 심리적 내면을 치열하게 들여다보는 프로파일러의 태동기를 극화한 논픽션 범죄 심리극으로 대중의 큰 관심을 모았던 SBS 금토 드라마 '악의 마음을 읽는 자들'과는 달리, 카카오페이지 모바일 소설 공모전에서 대상을 수상해 대중성과 작품성까지 인정받은 정재한 작가의 동명 인기 웹소설을 극화한 신개념 미스터리 코믹 수사극으로 기획한 것이다.[2]
- 황우슬혜는 2011년에 방송된 KBS2 일일시트콤 《선녀가 필요해》 이후로 11년만에 복귀하는 작품이다.
- 넷플릭스와 독점 계약으로 아시아와 태평양, 유럽, 아메리카 등 전 세계 50여개 국에서 동시 방영한 바 있다.
- 오연서와 한진희는 2014년에 방송된 MBC 저녁 주말드라마 《왔다! 장보리》 이후로 8개월만에 재회하게 된 작품이며, 2015년에 방송된 MBC 저녁 일일연속극 《오자룡이 간다》 이후로 7년만에 재회하게 된 작품이다.
- 프로그램 기획서에 당초 16부작 미니시리즈로 가닥을 잡았다가, 작품의 완성도를 높이기 위해서 18부작 미니시리즈로 수정한 바 있다.